# ブービー島
ブービー島（Booby Island）とはカリブ海の島国セントクリストファー・ネイビスにある無人の岩礁の小島。
セントクリストファー島（セントキッツ島）とネイビス島との間、ナローズ海峡に位置し、ネイビス島から北の海岸沖に位置する。地形は古い珊瑚の頭部の部分が突き出た岩山の島で、海岸は断崖絶壁が多く、島に上陸出来る平地はあるが岩がごろごろした非常に狭い陸地である。島にはカッショクペリカンやカモメなど鳥類が巣を作り生息し、また島周辺の海には豊かな熱帯魚などの魚や海洋生物が生息している。だが一方でサメも生息しているため、注意が必要である。2021年1月にはアメリカの女子大学生が遊泳中にイタチザメに襲われ、左脚を切断する事例が起きている。